# La Voix du lézard
La Voix du lézard est une ancienne radio FM basée dans les Hauts-de-Seine et ayant émis du 18 janvier 1983 au 20 mars 1986.

## Historique
Créée à l’initiative de Pierre Bellanger, Radio Cité Future, devenue La Voix du lézard deux ans plus tard,,, la radio bénéficie du soutien du Journal Le Monde et de Jean-Pierre Barbe, financeurs et organisateurs. Elle est initialement axée sur une thématique ayant trait au tourisme et aux loisirs, avec comme slogan : « Une longueur d’onde d’avance ». Mais elle prend une tournure essentiellement musicale avec Denis Leprat et Michel Morinière, deux anciens programmateurs de Radio Cité Future. Ceux-ci enregistrent des programmes musicaux sur bande à partir de leurs discothèque et studio personnels, des bandes que la station diffuse depuis le dernier étage des éditions Dargaud à Neuilly-sur-Seine. 
Le succès est immédiat et La Voix du Lézard se démarque rapidement de ses concurrentes avec beaucoup de new wave,. La station se structure ensuite progressivement avec des animateurs-programmateurs comme Smicky, Gérard Beullac, Childeric Muller, Laurent Petitguillaume, etc., les mots d'ordre restant musique et créativité. Fort de son équipe et de sa couleur musicale originale, La Voix du Lézard devient rapidement l’une des toutes premières radios de la région parisienne en termes d’audience. 
Le 16 février 1984, la Haute Autorité de l'audiovisuel annonce retirer son autorisation à la radio, qui émet avec une puissance trente fois supérieure à celle autorisée,, ne notifie pas cette décision, qualifiée de «bombe atomique», dans un premier temps, puis lui retire pour 15 jours, en décembre, avec 5 autres radios également en infraction.
En avril 1984, la publicité est autorisée pour les radios FM, ce qui permet à La Voix du Lézard d’afficher de nouvelles ambitions. Comprenant que les annonceurs préfèrent avoir affaire à des réseaux nationaux, Pierre Bellanger décide en 1985 de s’allier avec Frank Ténot et Daniel Filipacchi qui entrent alors dans le capital de la société Vortex le 12 avril. Avec l’arrivée de la diffusion par satellite, la possibilité de faire un réseau FM national devient réelle (voir également Telefun), et vue au départ comme la tête de pont parisienne d’un réseau national intitulé Skyrock, La Voix du Lézard s'efface progressivement  au profit de celui-ci. Elle devient officiellement Skyrock le 21 mars 1986,.

## Principaux animateurs et animatrices
(décembre 2018).
- Childéric Muller[15]
- Christian Nestor[6]
- Christophe Bourseiller[15]
- Corinne Roussel[6],[16]
- Fiona Logan[16]
- Francisco del Campo[17]
- Gérard Beullac[16]
- Géraldine[15],[18]
- Guillaume Faye alias Skyman[15]
- José Lopez[19]
- Laurent Bouneau[20]
- Laurent Petitguillaume[10]
- Malcolm
- Benoit F
- Natacha (Nesteroff) et Gigi (Jean-Luc Debouzy)
- Renan Le Boulc'h
- Smicky[21]
- Robert le Haineux[19]
- Yves Thibord